# Neironda
Néronde-sur-Dore és un municipi francès situat al departament del Puèi Domat i a la regió d'Alvèrnia-Roine-Alps. L'any 2007 tenia 452 habitants.

## Demografia

### Població
El 2007 la població de fet de Néronde-sur-Dore era de 452 persones. Hi havia 182 famílies de les quals 36 eren unipersonals (16 homes vivint sols i 20 dones vivint soles), 71 parelles sense fills, 59 parelles amb fills i 16 famílies monoparentals amb fills.
La població ha evolucionat segons el següent gràfic:
Habitants censats

### Habitatges
El 2007 hi havia 217 habitatges, 184 eren l'habitatge principal de la família, 20 eren segones residències i 13 estaven desocupats. 211 eren cases i 5 eren apartaments. Dels 184 habitatges principals, 161 estaven ocupats pels seus propietaris, 18 estaven llogats i ocupats pels llogaters i 5 estaven cedits a títol gratuït; 1 tenia una cambra, 3 en tenien dues, 20 en tenien tres, 51 en tenien quatre i 109 en tenien cinc o més. 134 habitatges disposaven pel capbaix d'una plaça de pàrquing. A 51 habitatges hi havia un automòbil i a 115 n'hi havia dos o més.

### Piràmide de població
La piràmide de població per edats i sexe el 2009 era:
| Homes | Edats   | Dones |
| ----- | ------- | ----- |
| 0     | 95 o +  | 0     |
| 0     | 90 a 94 | 0     |
| 0     | 85 a 89 | 0     |
| 0     | 80 a 84 | 4     |
| 24    | 75 a 79 | 8     |
| 0     | 70 a 74 | 20    |
| 0     | 65 a 69 | 8     |
| 8     | 60 a 64 | 4     |
| 8     | 55 a 59 | 16    |
| 12    | 50 a 54 | 8     |
| 20    | 45 a 49 | 12    |
| 24    | 40 a 44 | 20    |
| 36    | 35 a 39 | 24    |
| 16    | 30 a 34 | 32    |
| 8     | 25 a 29 | 4     |
| 8     | 20 a 24 | 0     |
| 24    | 15 a 19 | 20    |
| 20    | 10 a 14 | 32    |
| 16    | 5 a 9   | 20    |
| 16    | 0 a 4   | 4     |

## Economia
El 2007 la població en edat de treballar era de 308 persones, 217 eren actives i 91 eren inactives. De les 217 persones actives 199 estaven ocupades (108 homes i 91 dones) i 18 estaven aturades (6 homes i 12 dones). De les 91 persones inactives 32 estaven jubilades, 30 estaven estudiant i 29 estaven classificades com a «altres inactius».

### Ingressos
El 2009 a Néronde-sur-Dore hi havia 190 unitats fiscals que integraven 476 persones, la mediana anual d'ingressos fiscals per persona era de 17.374,5 €.

### Activitats econòmiques
Dels 20 establiments que hi havia el 2007, 2 eren d'empreses extractives, 2 d'empreses de fabricació d'altres productes industrials, 5 d'empreses de construcció, 5 d'empreses de comerç i reparació d'automòbils, 1 d'una empresa d'hostatgeria i restauració, 1 d'una empresa financera, 1 d'una empresa immobiliària, 2 d'empreses de serveis i 1 d'una empresa classificada com a «altres activitats de serveis».
Dels 9 establiments de servei als particulars que hi havia el 2009, 1 era un taller de reparació d'automòbils i de material agrícola, 2 paletes, 1 fusteria, 2 electricistes, 1 perruqueria, 1 restaurant i 1 agència immobiliària.
L'únic establiment comercial que hi havia el 2009 era una botiga de mobles.
L'any 2000 a Néronde-sur-Dore hi havia 12 explotacions agrícoles que ocupaven un total de 324 hectàrees.

## Poblacions més properes
El següent diagrama mostra les poblacions més properes.